# Ryūji Michiki
Ryūji Michiki (路木 龍次 Michiki Ryūji?,  nacido el 25 de agosto de 1973 en Nagasaki) es un exfutbolista japonés que se desempeñaba como defensa.
Michikifue elegido para integrar la selección nacional de Japón para los Juegos Olímpicos de Verano de 1996. Michiki jugó 4 veces para la selección de fútbol de Japón entre 1996 y 1997. Michiki fue elegido para integrar la selección nacional de Japón para los Copa Asiática 1996.

## Trayectoria

### Clubes
| Club                | País  | Año         |
| ------------------- | ----- | ----------- |
| Sanfrecce Hiroshima | Japón | 1992 - 1997 |
| Yokohama F. Marinos | Japón | 1998 - 1999 |
| Urawa Red Diamonds  | Japón | 1999 - 2002 |
| Vissel Kobe         | Japón | 2003        |
| Oita Trinita        | Japón | 2003        |

### Selección nacional
| Selección | País  | Año         |
| --------- | ----- | ----------- |
| Absoluta  | Japón | 1996 - 1997 |

## Estadística de equipo nacional
| Selección de Japón | Selección de Japón | Selección de Japón |
| Año                | Part.              | Goles              |
| ------------------ | ------------------ | ------------------ |
| 1996               | 1                  | 0                  |
| 1997               | 3                  | 0                  |
| Total              | 4                  | 0                  |